# Jukatáni fogasponty

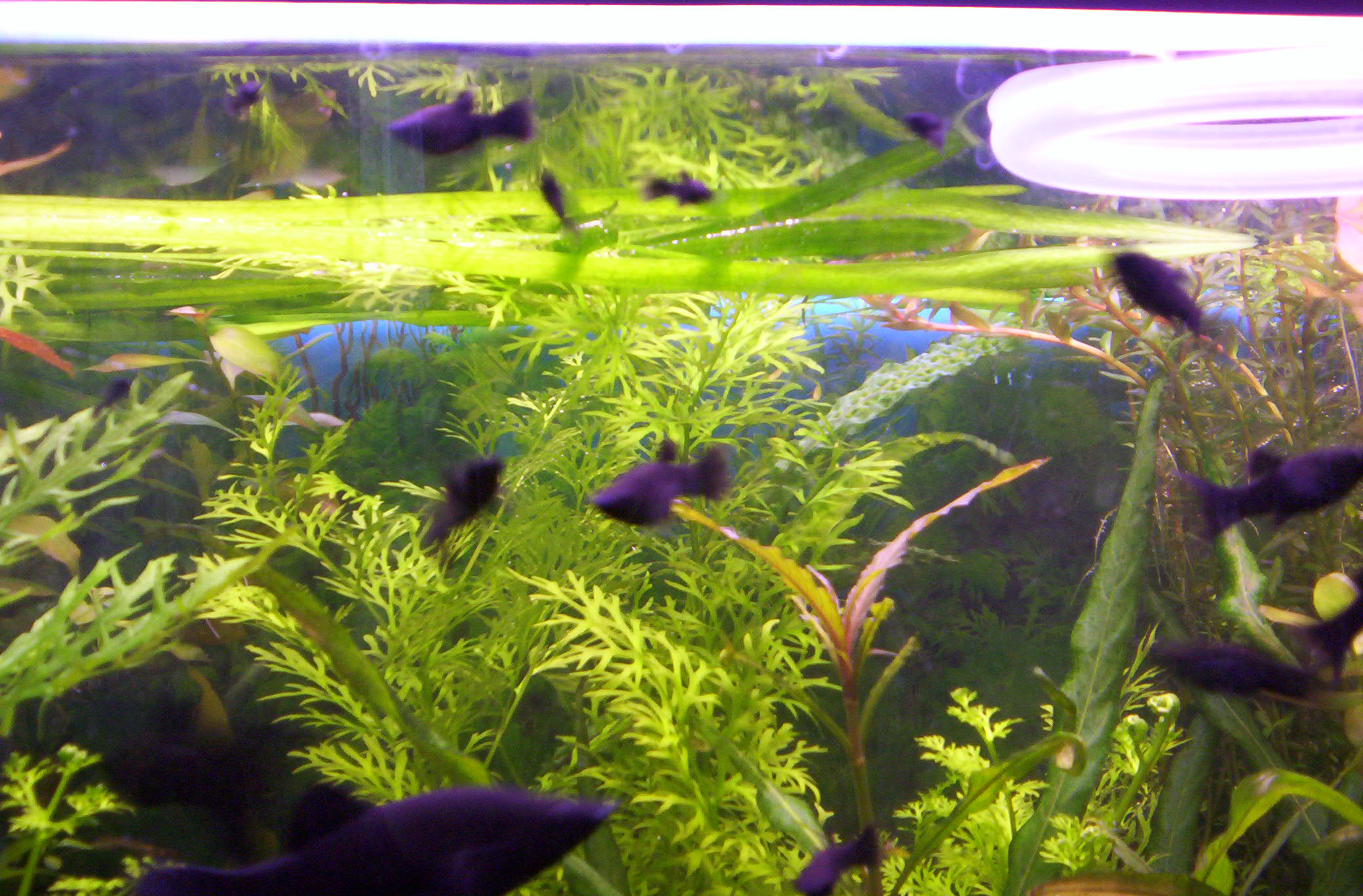

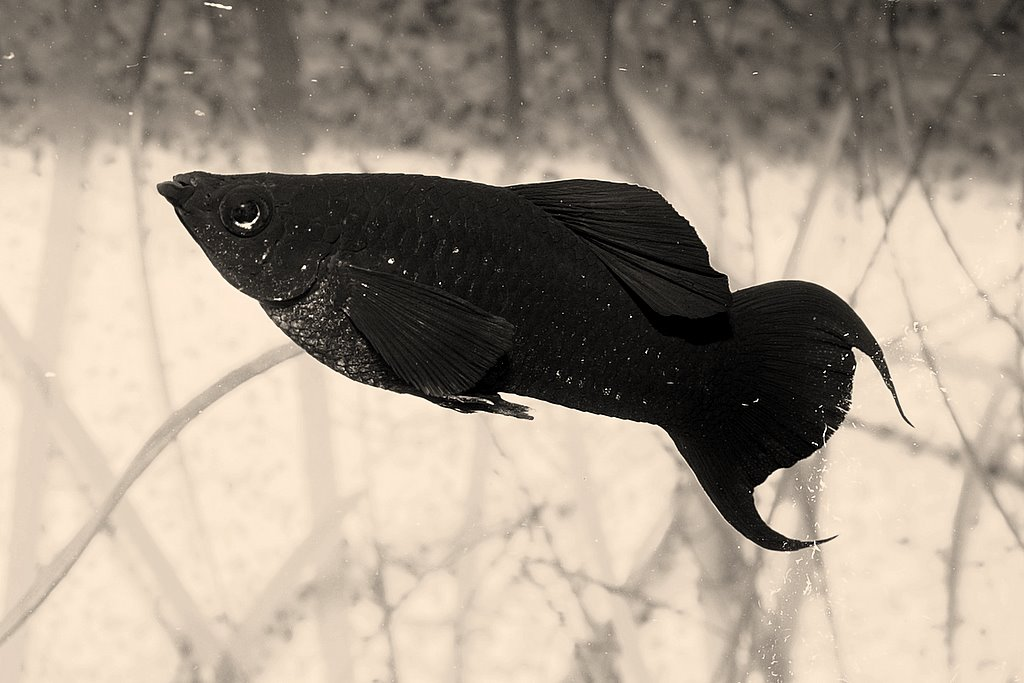

A jukatáni fogasponty (Poecilia sphenops) az elevenszülő fogaspontyfélék családjába tartozó halfaj.
Ismert akváriumi díszhal, amelyet már a Hévízi-tó levezető csatornájába is betelepítettek.
Szokás angol nevük után mollinak is hívni őket, a Poecilia nem szinonimájából, a Mollienesia-ból. A természetben szürkés színű hal kékesen fémes pikkelyekkel. Élőhelyétől függően két változata ismert, a piros és a sárga hát- és farokúszójú rassz. Testalkatát és méretét tekintve a yukatáni fogasponty áll a legközelebb a kereskedelemben kapható fekete mollihoz. Ritkán (az utóbbi időben egyre gyakrabban) találkozhatunk a boltokban is a gyönyörű sárga szegélyű farokúszójú hímekkeé, sőt a szúnyoglárva pusztítása érdekében néhány mesterséges tóba is betelepítették (például a budapesti városligeti tóba és a Margit-szigeten a szállodáknál folyó patakba).

## Fekete molly
A fekete molly vagy más néven black molly változat teste „bársonyos” fekete, néha zöldessárga pikkelyekkel. A teljesen fekete változatot Németországban tenyésztették ki. Valójában nem önálló faj, hanem a nemen belül tervszerű tenyészkiválasztással alakítotté ki. Tenyésztése 1923-ban kezdődött az USA-ban. Sternke az 1930-as években a P. sphenops és a P. velifera fajokat keresztezte a fekete P. latipinna törzzsel. A ma ismert fekete Mollienesia típusokat akkor sikerült előállítani, amikor a P. petenensist keresztezték a már meglévő fekete törzsekkel. Így a jelenlegi „mollikat” tulajdonképpen négy, hosszú éveken át az intenzív fekete szín irányába szelektált Mollienesia fajból „gyúrták össze”.
Manapság népszerű az akvaristák körében a lírafarkú és ezüst színű vagy a pöttyös változata, amelyet dalmata molli néven árusítanak. Ezeket a feketéhez hasonlóan, több faj keresztezésével állították elő.

## Tartása
Testhossza: 6–8 cm.
A rokon fajok mind Dél-Amerikában élnek.
Mindenevő, de a többi hallal ellentétben sok növényt tartalmazó élelmet kíván, kedvence az algakocka.
Tartása könnyű, bár a jól szűrt meleg akváriumot igényli. A víz középső rétegeit lakja. Érzékeny a hidegre, 24 fokosnál hidegebb vízben a fűtőtestre fekszik, a megfázás jeleként a felszínen egy helyben hintázik. A nemeket könnyű megkülönböztetni, mivel a hímeknek az elevenszülőkre jellemző, speciálisan módosult farok alatti úszójuk, párzáshoz használt ún. gonopódiumuk van.
Szaporítása egyszerű, csupán magas hőmérséklet és dús növényzet szükséges hozzá. A hímek néha verekednek a nőstényekért, akiknek nagyon intenzíven udvarolnak. Ha több hím is van a medencében, akkor a nőstények folyamatosan terhesek és szülnek utódokat. 4–5 heti „vemhesség” után változó számú utód látja meg a napvilágot. Stressz és alacsony vízhőmérséklet hatására  hajlamosak a koraszülésre, kannibalizmusuk mérsékelt. Néha teljesen színtelen ivadékok is születnek, ezek fejlődésük során fekete színpigmentekkel gazdagodnak. Az ivadékok felnevelése könnyű, porrá tört lemezes táppal és vágott tubifexszel gyorsan fejlődnek. A fiatal hímek sokáig legyező alakú farok alatti úszóval rendelkeznek. Akkor kezdik el párzószervüket növeszteni, amikor már elérték végleges testhosszuk felét. A faj érdekessége, hogy a nőstények raktározzák a spermát, így akár egy hónappal az utolsó hím elpusztulása után is képesek szülni az akváriumban. A megtermékenyítéshez tehát nem szükséges újabb párzás.
Ideális hal dél-amerikai medencébe. Más fajokkal szemben békés természetű. Ne tartsuk kis akváriumban (legalább 60 liter), jól mutat kisebb csapatban.